# Леттелберт
Леттелберт (нід. Lettelbert, нід. вимова: [ˈlɛ.təlˌbɛrt]) — село в нідерландській провінції Гронінген. Входить до муніципалітету Вестерквартір. Його населення станом на 2021 рік складало 150 осіб.